# Hartmut Scholz (Radsportler)
Hartmut Scholz (* 28. August 1941 in Berlin; † 2001 ebenda) war ein deutscher Bahnradsportler.

## Sportliche Laufbahn
Hartmut Scholz, der für den SC Einheit Berlin und später den TSC Berlin startete, gehörte 1964 und 1965 der Nationalmannschaft der DDR an. Seine ersten Schritte im Radsport absolvierte er in der BSG Lok Lichtenberg (Berlin). Er gehörte auf der Winterbahn in der Werner-Seelenbinder-Halle zu den Publikumslieblingen, insbesondere in den Zweier-Mannschaftsrennen, die er überwiegend mit Bernd Barleben bestritt. Das beim Publikum beliebte traditionelle Rennen „1001 Runden“ gewann er zweimal, 1962 mit Helmut Hochschild und 1964 mit Manfred Klieme und Dieter Zuchold. Bei den DDR-Meisterschaften in der Einerverfolgung wurde er einmal Zweiter (1962) und einmal Dritter (1963). Ostern 1965 blieb er nach dem „Good-Friday-Meeting“ auf der Radrennbahn in Herne Hill zunächst in England, um dann nach West-Berlin zu gehen. Dort trat er dem NRVg Luisenstadt bei.
1965 wurde Scholz Deutscher Meister im Zweier-Mannschaftsfahren der Amateure, zusammen mit Klaus Schützeberg. In der Einerverfolgung errang er bei dieser Meisterschaft die Bronzemedaille und verhalf dem Straßenvierer seines Vereins zur Silbermedaille. Anschließend wurde er Profi und fuhr u. a. für die Ruberg-Mannschaft unter dem Sportlichen Leiter Wolfgang Gronen. Im selben Jahr belegte er beim Berliner Sechstagerennen an der Seite des dänischen Routiniers Palle Lykke den sechsten Platz. Am  Berliner Sechstagerennen nahm er viermal teil. 1966 nahm er als Profi in Frankfurt an den Bahn-Weltmeisterschaften im Steherrennen teil, belegte jedoch nur den letzten Rang in seinem Vorlauf. Im selben Jahr wurde er Zweiter der deutschen Meisterschaft im Steherrennen. Als die Ruberg-Mannschaft 1967 aufgelöst wurde, beendete er seine Profi-Laufbahn und ließ sich reamateurisieren.
2001 starb Scholz an Leukämie.

## Familiäres
Sein Sohn Marcel war ebenfalls als Radsportler bei der NRVg Luisenstadt aktiv.